# دستگاه خودجایگزین

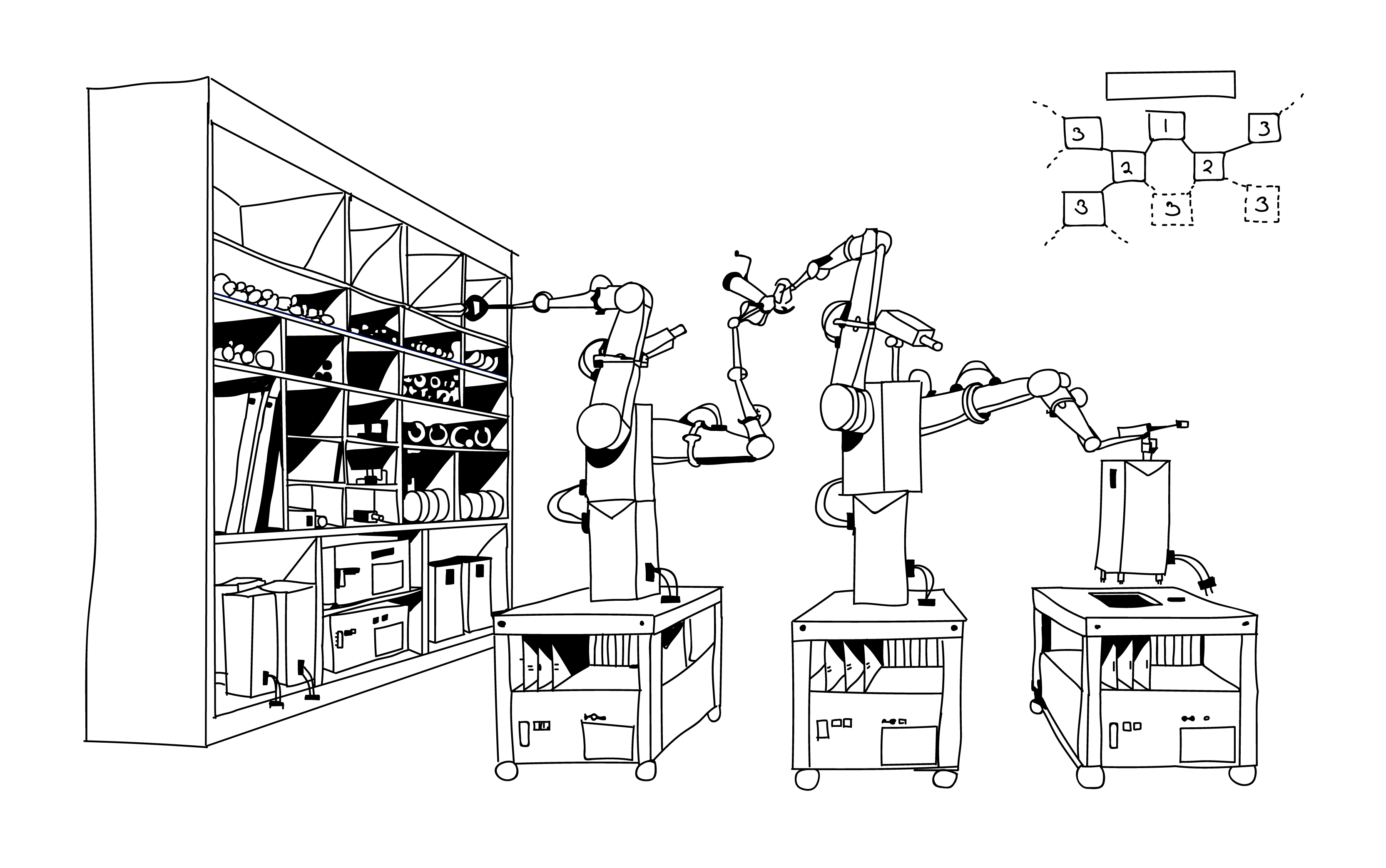
یک طرح ساده از خودجای‌گزین‌گری یک دستگاه.

دستگاه خودجایگزین یک سازهٔ مصنوعی است که از نظر تئوری، به تنهایی، توانایی ساخت نمونه‌ای مشابه خود را با استفاده از مواد خام موجود در محیط دارا می‌باشد.